# مویزلویتس
شهر مویزلویتس (به آلمانی: Meuselwitz) در ایالت تورینگن در کشور آلمان واقع شده‌است.